# سباستيان دريوسي
سيباستيان دريوسي (بالإسبانية: Sebastián Driussi) هو لاعب كرة قدم أرجنتيني في مركز الهجوم ولد في يوم 9 فبراير 1996 في مدينة بوينس أيرس عاصمة الأرجنتين، يلعب حالياً مع نادي زينيت سانت بطرسبرغ وسبق له اللعب مع نادي ريفر بليت، ولعب مع منتخب الأرجنتين تحت 20 سنة لكرة القدم ويبلغ طوله 179 سم.

## روابط خارجية
- مقالات تستعمل روابط فنية بلا صلة مع ويكي بيانات
- هذه المقالة غير مرتبط بويكي بيانات